# Stefan Wintels

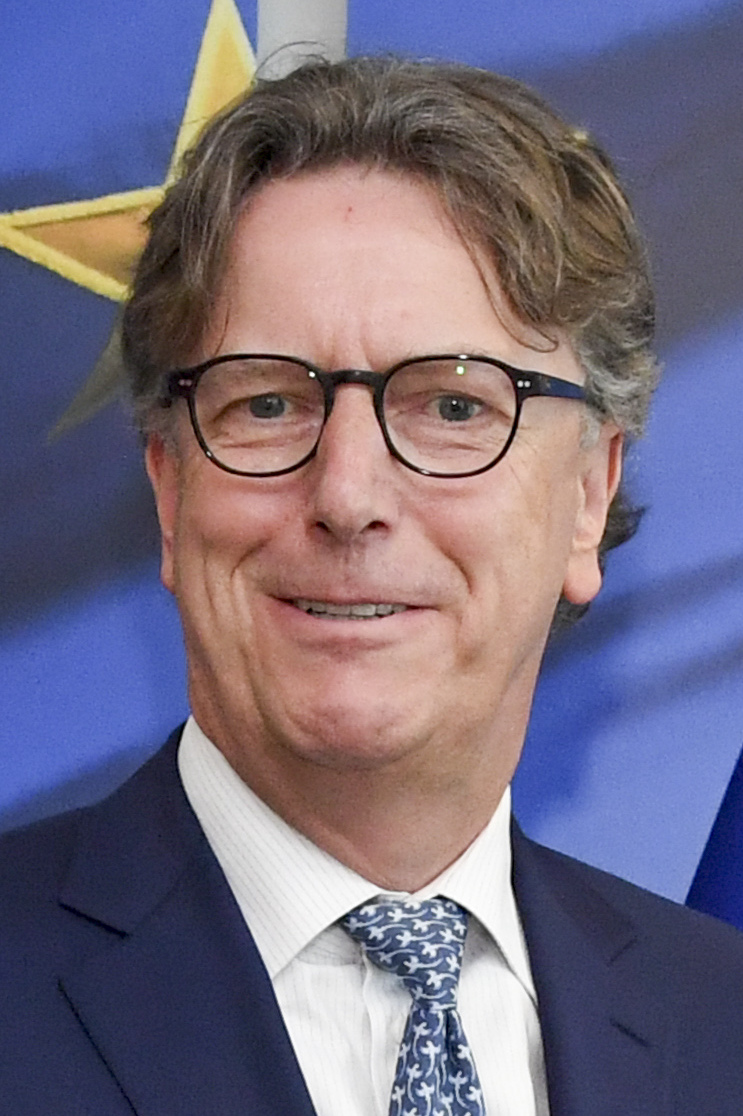

Stefan B. Wintels (* 17. November 1966 in Nordhorn, Niedersachsen) ist ein deutscher Bankmanager und Betriebswirt. Er ist Vorstandsvorsitzender der KfW-Bankengruppe (Kreditanstalt für Wiederaufbau) und Aufsichtsratsvorsitzender der KfW Capital. Außerdem ist er Mitglied im Aufsichtsrat der Deutsche Post DHL Group und der Deutschen Telekom.

## Leben
Nach Abitur am Gymnasium Nordhorn, einer Ausbildung zum Bankkaufmann bei der Deutschen Bank und dem Grundwehrdienst studierte Wintels von 1990 bis 1994 Betriebswirtschaftslehre an der Technischen Universität Berlin. Von 1992 bis 1993 absolvierte er das zweite Jahr eines MBA-Programms an der University of Illinois, Urbana-Champaign.
Der Diplom-Kaufmann begann seine Banker-Karriere 1994 bei der Deutschen Bank in Frankfurt am Main in der Abteilung Konzernentwicklung und wurde im Jahr 1999 zum Managing Director befördert.
2001 wechselte Stefan Wintels zur US-Bank Citigroup. Dort startete er als Direktor in der Financial Institutions Group, 2004 übernahm er deren Leitung in Deutschland und Österreich als Managing Director.
Von 2008 bis 2021 war Wintels Leiter des Corporate- und Investmentbankings in Deutschland und Österreich der Citigroup. Zusätzlich war er von 2008 bis 2014 Vorstand der Citigroup Global Markets Management AG. In diesen Jahren begleitete Wintels entscheidende Transaktionen für das deutsche Investmentgeschäft, etwa die Übernahme der HypoVereinsbank durch Unicredit 2005, den Börsengang des Hafenbetreibers HHLA 2007 und die Kapitalerhöhung der Commerzbank 2011.
2014 wurde Wintels Deutschlandchef und Vorstandsvorsitzender der Citigroup Global Markets Deutschland AG.
Einen Namen in den Bankenkreisen Deutschlands machte sich Stefan Wintels 2018 mit seiner Beratertätigkeit für die Bundesländer Hamburg und Schleswig-Holstein bei der Privatisierung der HSH Nordbank. Bei der Citigroup wirkte Wintels ab 2020 als Co-Head Global Financial Institutions Group, verantwortlich für die Bereiche Banking, Capital Markets und Advisory. Zudem war es als Mitglied im Global Executive Committee dieses Bereichs tätig.
Erneut rückte Wintels in den Blick der Öffentlichkeit im Frühjahr 2021, als möglicher Nachfolger des scheidenden Vorstandsvorsitzenden Günther Bräunig. Der Verwaltungsrat der KfW bestätigte die Personalie am 23. Juni 2021. Zum 1. Oktober 2021 trat Wintels sein Amt als Co-Vorstandsvorsitzender der KfW-Bankengruppe an. Für einen Monat standen er und Bräunig gemeinsam an der Spitze der Förderbank. Ab November 2021 übernahm Stefan Wintels die Führung. Am 15. November 2021 wurde er zum Vorstandsmitglied des Bundesverband Öffentlicher Banken (VÖB) gewählt. Am 11. November 2021 wurde er als neues Mitglied in den KfW Capital-Aufsichtsrat bestellt, wo er seit dem 18. November den Aufsichtsrat als Vorsitzender leitet. Am 7. April 2022 wurde er Mitglied des Aufsichtsrates der Deutsche Telekom AG. Ab Mai 2022 trat Wintels auch sein Amt als Aufsichtsratsmitglied der Deutsche Post AG an. Am 5. Dezember 2024 verlängerte der Verwaltungsrat der KfW Wintels Vertrag um weitere vier Jahre bis zum 30. November 2029.
2025 sprach Wintels in einem Interview mit der Süddeutschen Zeitung über die wirtschaftlichen Chancen Deutschlands, die Relevanz von politischer Stabilität und die Förderung von Programmen durch die Kreditanstalt für Wiederaufbau.
Wintels ist verheiratet und hat vier Kinder. Er ist parteilos.

## Mandate und Ehrenämter
Am 15. November 2021 wurde er zum Vorstandsmitglied des Bundesverband Öffentlicher Banken (VÖB) gewählt.
Am 11. November 2021 wurde er als neues Mitglied in den KfW Capital-Aufsichtsrat bestellt, wo er seit dem 18. November den Aufsichtsrat als Vorsitzender leitet.
Am 7. April 2022 wurde er Mitglied des Aufsichtsrates der Deutsche Telekom AG.
Ab Mai 2022 trat Wintels auch sein Amt als Aufsichtsratsmitglied der Deutsche Post AG / DHL Group an.
Wintels engagiert sich in verschiedenen Ehrenämtern bzw. Stiftungen:
- Kuratoriumsmitglied der Sepp-Herberger-Stiftung[3] bspw. als Kuratoriumsmitglied der Sepp-Herberger-Stiftung.[19]
- Kuratoriumsmitglied im House of Finance der Johann Wolfgang Goethe-Universität seit dem 16. November 2023[20]

## Werke
- Das Deutschland-Prinzip: Was uns stark macht. Buchbeitrag. Berlin, Econ, 2015, ISBN 978-3430202046.
- NEXT.2030? 33 kluge Köpfe über Deutschlands Zukunft. Buchbeitrag. 2022, ISBN 979-8366021944.
- Futurenomics. Zukunft des Geschäftsmodells und des Standorts Deutschland und Europa. Buchbeitrag. Bonn, J.H.W. Dietz Nachf., 2023, ISBN 978-3801206666.
- Das Jahrzehnt der Entscheidung: Deutschland 2030. Herausgeber. Freiburg, Herder, 2023, ISBN 978-3451396052.
- IGNITE.2034. Buchbeitrag, 2024 ISBN 979-8320133041.
- Arbeitgeberattraktivität und Führung. Buchbeitrag. Frankfurter Allgemeine Buch, Frankfurt, 2024. ISBN 978-3-96251-206-4.